# Ruhrtalsperrenverein
Der Ruhrtalsperrenverein (RTV) war bis zu seiner Vereinigung mit dem Ruhrverband einer der sondergesetzlichen Wasserwirtschaftsverbände in Nordrhein-Westfalen. Seine Gründung ging zurück auf den vertraglichen Zusammenschluss von Kommunen und Industriebetrieben im Ruhrgebiet, um die anwachsenden Probleme bei der Wasserversorgung und der konkurrierenden Wassernutzung zu lösen. Durch den RTV wurde die Entwicklung der Flussbewirtschaftung mithilfe von Talsperren maßgeblich geprägt und vorangetrieben. Bis heute sorgt der Verband mit seinem Talsperrensystem für die ausreichende Wasserführung in der Ruhr und sichert zuverlässig die ganzjährige Wasserversorgung in der Region mit 4,6 Millionen Menschen.

## Die Geschichte des Ruhrtalsperrenvereins

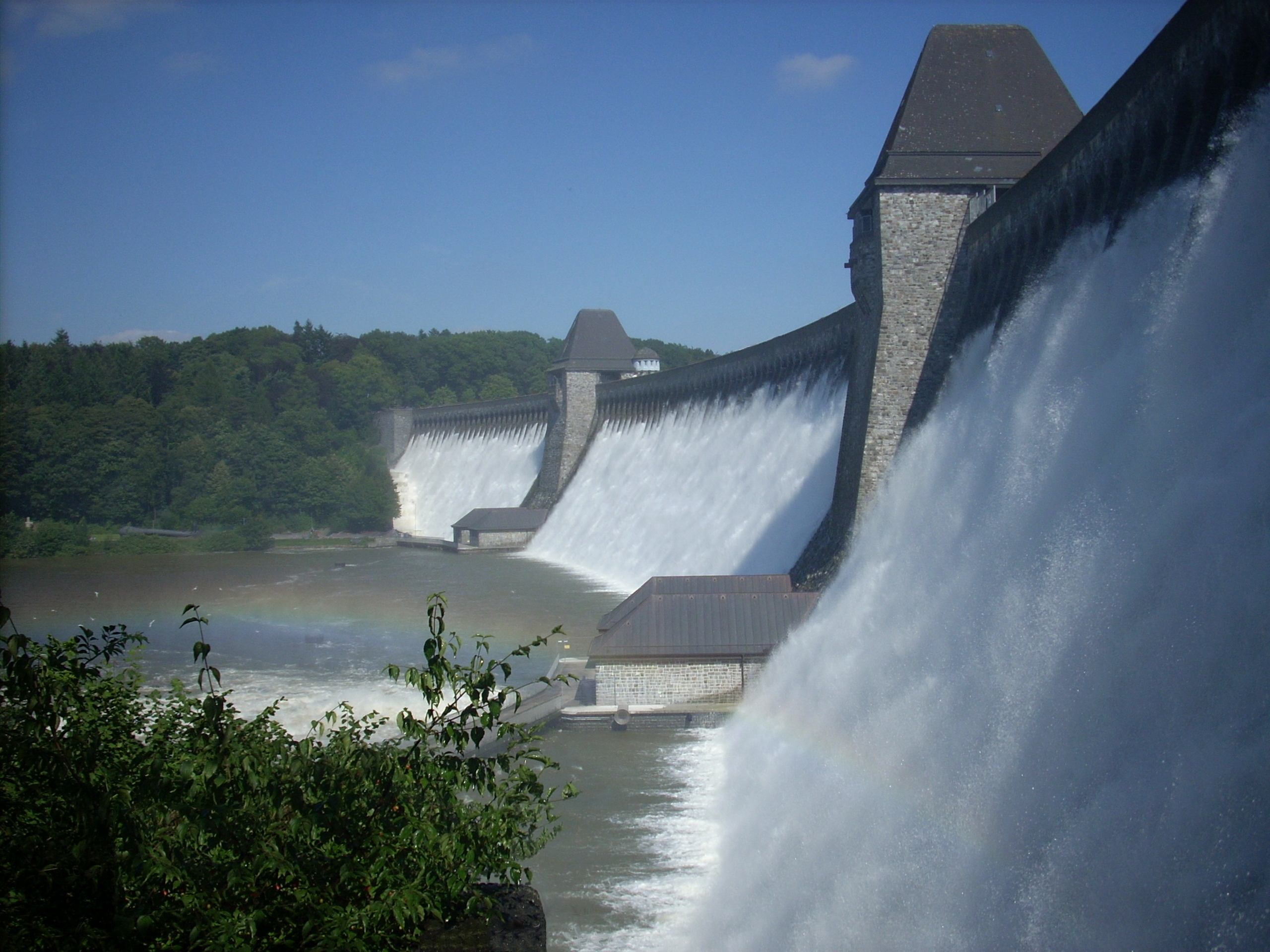
Überlauf der Möhnetalsperre 2007

Mit dem Aufbau der Großindustrie und der rasant wachsende Bevölkerungszahl im Ruhrgebiet in der zweiten Hälfte des 19. Jahrhunderts kam es zunehmend zur Konkurrenz der verschiedenen Wassernutzer an der Ruhr, denn der verhältnismäßig kleine Fluss war kaum noch in der Lage, den Wasserbedarf des wachsenden Ballungsraumes zu decken. Vor allem in den trockenen Sommermonaten kam es besonders in den unterhalb liegenden Flussabschnitten zu bedrohlichem Wassermangel mit Stillstand der über Wasserkraft angetriebenen Maschinen und dem teilweise Erliegen der Industrieproduktion. Aus den spärlichen Resten im ausgetrockneten Flussbett, das zudem noch mit dem Abwasser der Bevölkerung und der Betriebe belastet war, mussten die Wasserwerke Trinkwasser für Hunderttausende Menschen aufbereiten.
Um diesen Wassernotstand zu mildern und zu beseitigen, schlossen sich die Betreiber der Wasserwerke, Kraft- und Triebwerke sowie die Zechen- und Stahlwerksbesitzer freiwillig zusammen und gründeten am 15. April 1899 im Essener Rathaus den Ruhrtalsperrenverein. Ziel war die Förderung und finanzielle Unterstützung bei der Bildung von Talsperrengenossenschaften im Einzugsgebiet der Ruhr. Das Geld entstammte einem Fonds, der durch die Gebühr für die Nutzung von Ruhrwasser gefüllt wurde. Durch den Bau von Talsperren sollte eine gleichmäßige Wasserführung der Ruhr und ihrer Nebenflüsse sichergestellt werden, um ganzjährig ausreichende Wassermengen für die Brauch- und Trinkwassergewinnung zur Verfügung zu haben.
Der Wassernotstand wurde besonders deutlich im trockenen Sommer von 1904, der zum Anlass genommen wurde, um eine Abschätzung des zukünftigen Wasserbedarfs für das wachsende Ruhrgebiet vorzunehmen. Daraus ergab sich ein notwendiges Talsperrenvolumen von rund 100 Mio. m³, das das Dreifache des damals vorhandenen Talsperrenraums darstellte. Und für das Jahr 1925 schätzte man den Bedarf auf fast 200 Mio. m³. Man erkannte, dass über die Förderung von dezentralen kleinen Talsperren der Bedarf nicht gedeckt werden konnte. Am 28. November 1904 beschloss daher die Generalversammlung des RTV eine Satzungsänderung, die zukünftig den Bau eigener Talsperren zuließ.
Der Bau von Talsperren ist eng mit dem Bauingenieur Otto Intze aus Aachen verbunden. Er hatte im Auftrag des preußischen Regierungspräsident von Düsseldorf 1893 ein Gutachten zur Bewirtschaftung des Einzugsgebiets der Ruhr erstellt. In der Folge hatte er auch sechs Jahre später die Gründung des RTV als Interessengemeinschaft von Gebietskörperschaften und Unternehmen fachlich begleitet. Seine Grundkonstruktion von Talsperrenmauern mit dem vorgelagerten "Intzekeil" war Vorbild für den Bau der Talsperren in dieser Zeit.
Zunächst stützte sich die Arbeit des RTV auf das preußische Wassergenossenschaftsgesetz von 1891. Dadurch konnten nun alle Beteiligten, die von einem Talsperrenprojekt einen Nutzen ziehen konnten, wie beispielsweise Triebwerksbesitzer, mit einem zwangsweisen Beitrag belegt werden. Dies ermöglichte eine solide finanzielle Basis beim Bau von Talsperren. Mit Erlass des Ruhrtalsperrengesetzes 1913 wurde der RTV eine Körperschaft des öffentlichen Rechts. Mitglieder des Verbands wurden per Gesetz alle Nutzer der Ruhr: also die ganz oder teilweise im Verbandsgebiet liegenden Kommunen und Kreise sowie Industrie- und Gewerbebetriebe, die in großen Mengen Wasser entnehmen, Unternehmen der öffentlichen Wasserversorgung und Triebwerksbetreiber. Mit den wegweisenden preußischen Wassergesetzen konnte der Konflikt um die Nutzung und die Qualität des Ruhrwassers beigelegt werden.

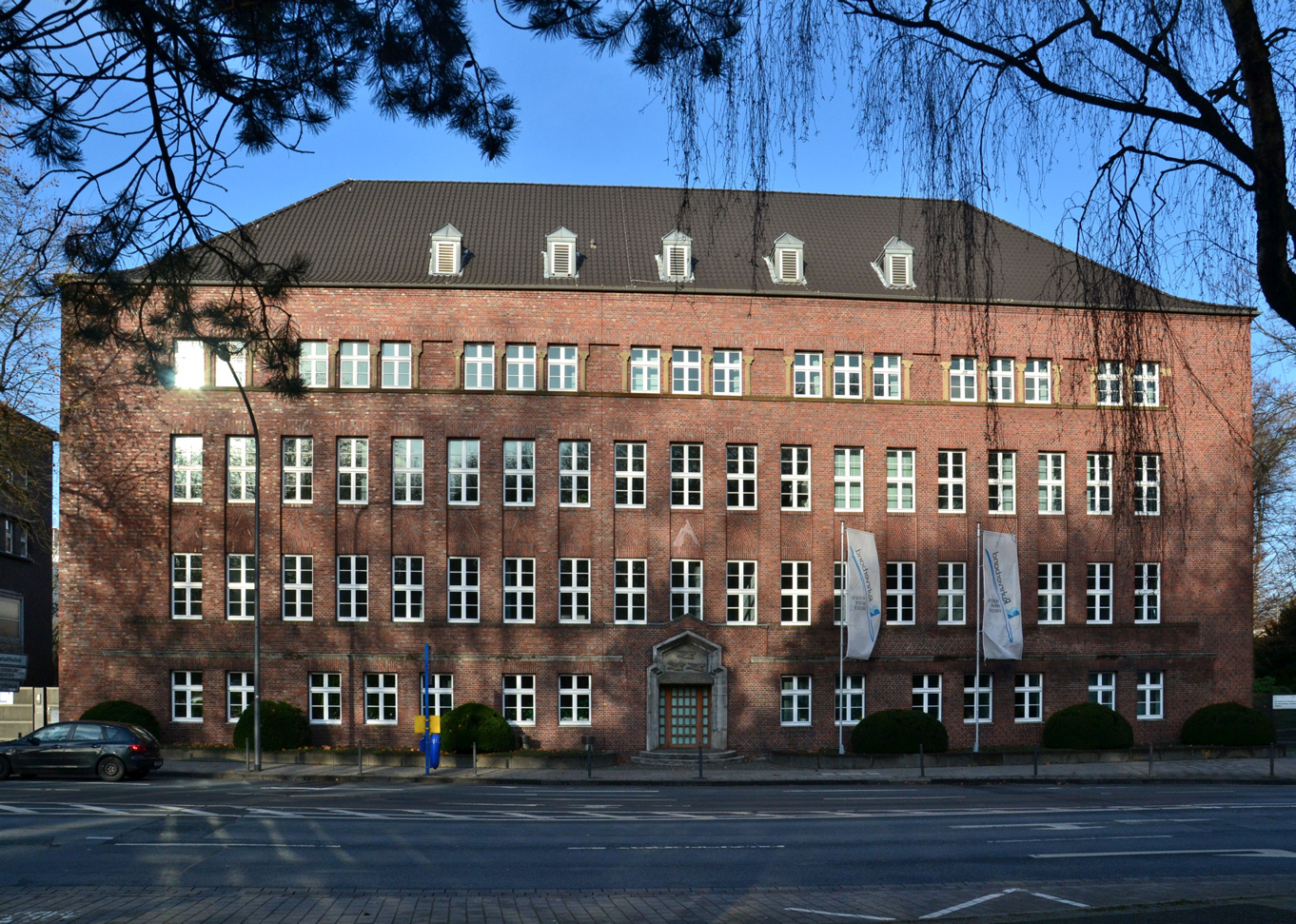
Das alte Ruhrhaus in Essen

Die enge Verzahnung der Aufgaben zur Bereitstellung von Ruhrwasser in ausreichender Qualität und Menge wurde ab 1938 nach außen durch eine in Personalunion besetzte Geschäftsführung von Ruhrverband und RTV dokumentiert. Die gemeinsame Hauptverwaltung – intern als Ruhrhaus bezeichnet – liegt in Essen an der Kronprinzenstraße. Mit der Novellierung der Wasserverbandsgesetze in Nordrhein-Westfalen wurde zum 1. Juli 1990 der RTV mit dem Ruhrverband auch förmlich vereinigt und trägt seitdem den Namen Ruhrverband. Trotz der längeren Historie des RTV und dem weitaus höheren Bekanntheitsgrad in der Bevölkerung verschwand der Name Ruhrtalsperrenverein und wurde mit einer kleinen, internen Zeremonie von den 'ehemaligen' Mitarbeitern förmlich 'zu Grabe getragen'.

## Aufgaben des Ruhrtalsperrenvereins
Mit dem Ruhrtalsperrengesetz vom 5. Juni 1913 erhielt die Bewirtschaftung der Ruhr den öffentlich-rechtlichen Status mit dem Zweck, das der Ruhr schädlich entzogene Wasser zu ersetzen und eine bessere Ausnutzung der Triebkraft der Ruhr und ihrer Nebenflüsse herbeizuführen. Als schädlich entzogen galt diejenige Wassermenge, die in Zeiten geringer Wasserführung der Ruhr entnommen und nicht wieder zugeleitet wurde. Dies lag und liegt an der Tatsache, dass die Topografie des Ruhrgebiets ein Gefälle in Richtung Norden aufweist. Dadurch fließt der größte Teil des über die Ruhr bezogenen Trinkwassers als Abwasser in Richtung Emscher und findet keinen Weg zurück in die Ruhr. Im Einzelnen wurden im Gesetz folgende Aufgaben genannt (§ 2 Ruhrtalsperrengesetz vom 5.6.1913):
- Errichtung und Betrieb eigener Talsperren;
- Förderung der Errichtung und des Betriebs fremder Talsperren;
- Herstellung und Betrieb von Anlagen zur Wasserbeschaffung aus dem Rhein;
- Herstellung und Betrieb anderer Anlagen.

Nach der Vereinigung mit dem Ruhrverband wurde das RTV-Gesetz aufgehoben und durch das Ruhrverbandsgesetz (RuhrVG) vom 7. Februar 1990 ersetzt (§ 2 RuhrVG). Darin wird nicht mehr explizit der Ersatz von schädlich entzogenen Wassers gefordert. Stattdessen werden Zielgrößen für die Wasserführung der Ruhr an den Pegeln in Hattingen und Villigst beziffert. Die analogen Aufgaben zum RTV-Gesetz werden im RuhrVG formuliert mit:
- Regelung des Wasserabflusses einschließlich Ausgleich der Wasserführung und Sicherung des Hochwasserabflusses der oberirdischen Gewässer oder Gewässerabschnitte und in deren Einzugsgebieten;
- Beschaffung und Bereitstellung von Wasser zur Trink- und Betriebswasserversorgung sowie zur Ausnutzung der Wasserkraft;

Zur Erfüllung dieser Vorgaben und zur Begrenzung der Auswirkungen von Hochwässern hat der RV in Essen die Talsperrenleitzentrale Ruhr eingerichtet. Von dort aus erfolgt die Steuerung und Bewirtschaftung des Talsperrensystems.

## Trinkwasser aus der Ruhr
Das Wasser der Ruhr wird nicht direkt für die Trinkwasseraufbereitung verwendet. Durch den geologischen Aufbau ist das Flusstal der Ruhr besonders geeignet für das Verfahren der Künstlichen Grundwasseranreicherung mit Oberflächenwasser. Seit über 100 Jahren wird das Flusswasser nach einer Vorreinigung in große, sandgefüllte Filterbecken geleitet. Diese wirken als Langsamsandfilter, in denen ein intensiver biologischer Abbau und eine Sorption nicht abbaubarer Stoffe stattfindet. Die anschließende Untergrundpassage eliminiert Mikroorganismen, dämpft Konzentrationsspitzen und sorgt für einen Temperaturausgleich. Im Ergebnis wird aus den Brunnen ein sehr weiches Wasser von rund 7 Grad dH (dH = Deutsche Härte) gefördert, das anschließend je nach örtlicher Bedingung durch die Wasserwerke weiter aufbereitet wird, um die vorgeschriebene, streng kontrollierte Trinkwasserqualität zu erreichen. Nach Anhebung des pH-Wertes und Desinfektion wird das Wasser in die Versorgungsnetze gedrückt.

## Bauwerke
Schon vor der Gründung des RTV waren im Einzugsgebiet der Ruhr zwei kleinere Talsperren errichtet worden, um die Hammerwerke an Fuelbecke und Heilenbecke besser zu versorgen. Nach seiner Gründung erfolgte aufgabengemäß durch die Genossenschaft bis 1904 die Unterstützung für vier Talsperren (Haspertalsperre, Fürwiggetalsperre, Glörtalsperre und Ennepetalsperre mit 10 Mio. m³ als größte), die zusammen einen Gesamtstauraum von mehr als 16 Millionen Kubikmetern (Mio. m³) darstellten. In den drei folgenden Jahren entstanden mit Hennetalsperre, Jubachtalsperre und Oestertalsperre drei weitere Stauanlagen, von denen die Hennetalsperre mit rund 10 Mio. m³ die größte war.
Damit konnte zwar die größte Not gelindert werden, reichte aber immer noch nicht aus, um den ständig wachsenden Wasserbedarf im Ruhrgebiet zu decken. Neben der Unterstützung beim Bau der Listertalsperre befasste sich der RTV mit der Planung und dem Bau für seine erste eigene Talsperre, der Möhnetalsperre. Beide Sperren gingen bis Ende 1912 in Betrieb. Mit einem Speichervolumen von 134,5 Mio. m³ war die Möhnetalsperre seinerzeit die größte Talsperre in Europa und gehört heute mit Biggetalsperre und Rurtalsperre (Eifel) zu den drei größten Talsperren in Nordrhein-Westfalen.
In den folgenden Jahren verfolgte der RTV den weiteren Bau von Talsperren im Sauerland. In den 1920er Jahren starteten die Bauarbeiten zur Sorpetalsperre und der Versetalsperre. Im Gegensatz zu den bis dahin errichteten Talsperren wurden keine Sperrmauern geplant, sondern für beide Sperren kamen erstmals Steinschüttdämme zur Ausführung. In dieser Zeit übernahm der RTV die Hennetalsperre von der Talsperrengenossenschaft der Oberen Ruhr. Noch vor dem Zweiten Weltkrieg wurde der Beschluss über den Bau der Biggetalsperre gefasst, der aber erst in den 1960er Jahren zur Ausführung gelangte. Nach dem Krieg erfolgte zunächst die Beseitigung der Kriegsschäden. Wegen starker Unterläufigkeit der Hennetalsperre musste diese 1949 abgelassen werden und erhielt anstelle der Mauer bis 1955 ebenfalls einen Damm. In den östlichen Nebentälern von Sorpe und Henne wurden die Bäche gefasst und über Beileitungen in die Talsperren geführt, um die Volumina besser nutzen zu können. Dabei verbleibt stets ein Mindestabfluss in diesen Bächen.
Als zuletzt gebaute Talsperre ging 1965 die Biggetalsperre als größte Sperre des RTV in Betrieb. Durch den rückwärtigen Einstau der Mauer der Listertalsperre wurde diese funktionell zu einer Vorsperre. 1997 übernahm der Ruhrverband auf Drängen der Landesregierung die Ennepetalsperre, da die Betreibergesellschaft die notwendige Sanierung der alten Mauer nicht stemmen konnte. Damit betreibt der Ruhrverband heute insgesamt acht eigene Talsperren. Die kleineren Talsperren im Sauerland liegen weiterhin in der Hand von lokalen Trägern.

## Talsperrenliste
Durch den vornehmlichen Zweck der RTV-Talsperren Zuschusswasser in die Ruhr zu speisen sind die meisten Talsperren auch für den Freizeitsport auf dem Wasser (z. B. Segeln, Baden und Tauchen) frei gegeben. Bei den Sperren als Trinkwasserspender (TW) ist diese Nutzung stark eingeschränkt. Daneben dienen die Talsperren dem Hochwasserschutz an Ruhr und Lenne. Sie müssen im Winterhalbjahr zu diesem Zweck ein geringeres Stauziel einhalten, damit ein Hochwasserschutzraum frei gehalten werden kann. An allen Sperren bestehen heute Kraftwerke zur Erzeugung elektrischer Energie. Sie gehören den Lister- und Lennekraftwerken in Attendorn, einem Tochterunternehmen des Ruhrverbands.
| Talsperren des Ruhrverbands | Talsperren des Ruhrverbands | Talsperren des Ruhrverbands | Talsperren des Ruhrverbands | Talsperren des Ruhrverbands | Talsperren des Ruhrverbands | Talsperren des Ruhrverbands |
| Name                        | Sperrbauwerk                | Bauzeit                     | Kronenhöhe                  | Stauraumvolumen             | Oberfläche                  | TW=Trinkwasser              |
| --------------------------- | --------------------------- | --------------------------- | --------------------------- | --------------------------- | --------------------------- | --------------------------- |
| Biggetalsperre              | Damm                        | 1957–1965                   | 52 m                        | 171,7 Mio. m³               | 8,76 km²                    |                             |
| Ennepetalsperre             | Mauer                       | 1902–1904                   | 51 m                        | 12,6 Mio. m³                | 1,03 km²                    | TW                          |
| Fürwiggetalsperre           | Mauer                       | 1902–1904                   | 29,1 m                      | 1,7 Mio. m³                 | 0,18 km²                    | TW                          |
| Hennetalsperre neu :        | Mauer Damm                  | 1901–1905 1952–1955         | 38 m 59 m                   | 11 Mio. m³ 38,4 Mio. m³     | ? km² 2,13 km²              |                             |
| Listertalsperre             | Mauer                       | 1908–1912                   | 42 m                        | 21,6 Mio. m³                | 1,68 km²                    |                             |
| Möhnetalsperre              | Mauer                       | 1908–1913                   | 40,3 m                      | 134,5 Mio. m³               | 10,37 km²                   |                             |
| Sorpetalsperre              | Damm                        | 1926–1935                   | 69,0 m                      | 70,0 Mio. m³                | 3,30 km²                    |                             |
| Versetalsperre              | Damm                        | 1929–1952                   | 62 m                        | 32,8 Mio. m³                | 1,83 km²                    | TW                          |

## Weitere Planungen
In den 1970er Jahren wurde aufgrund der starken Belastung der Nordgruppe (Möhne, Sorpe und Henne) ein dringender Bedarf von Talsperrenraum im oberen Ruhrtal gesehen. Der RTV betrieb daher sehr intensiv die Planung und den Kauf von Grundstücken für eine Talsperre im Negertal oberhalb von Olsberg mit einem Volumen von 45 Mio. m³. Mit einem Verwaltungsgerichtsstreit wurde das Projekt jedoch verhindert.
Daneben besteht im engen Lennetal bei Hochwasser regelmäßig eine hohe Gefahr durch Überschwemmungen. Der Bau der Biggetalsperre hat an diesem Engpass zwar etwas Linderung geschaffen, jedoch kommen bei Schneeschmelze und hohen Regenmengen weiterhin große Wassermassen aus dem Hochsauerland. Um den Wasserzulauf in die Lenne teilweise zurückzuhalten, ist im Landesentwicklungsplan seit 1975 die Hundemtalsperre enthalten. Über einen Bau dieser Talsperre ist aber noch nicht entschieden und es gibt auch keine konkreten Planungen.

## Bilder der Talsperren

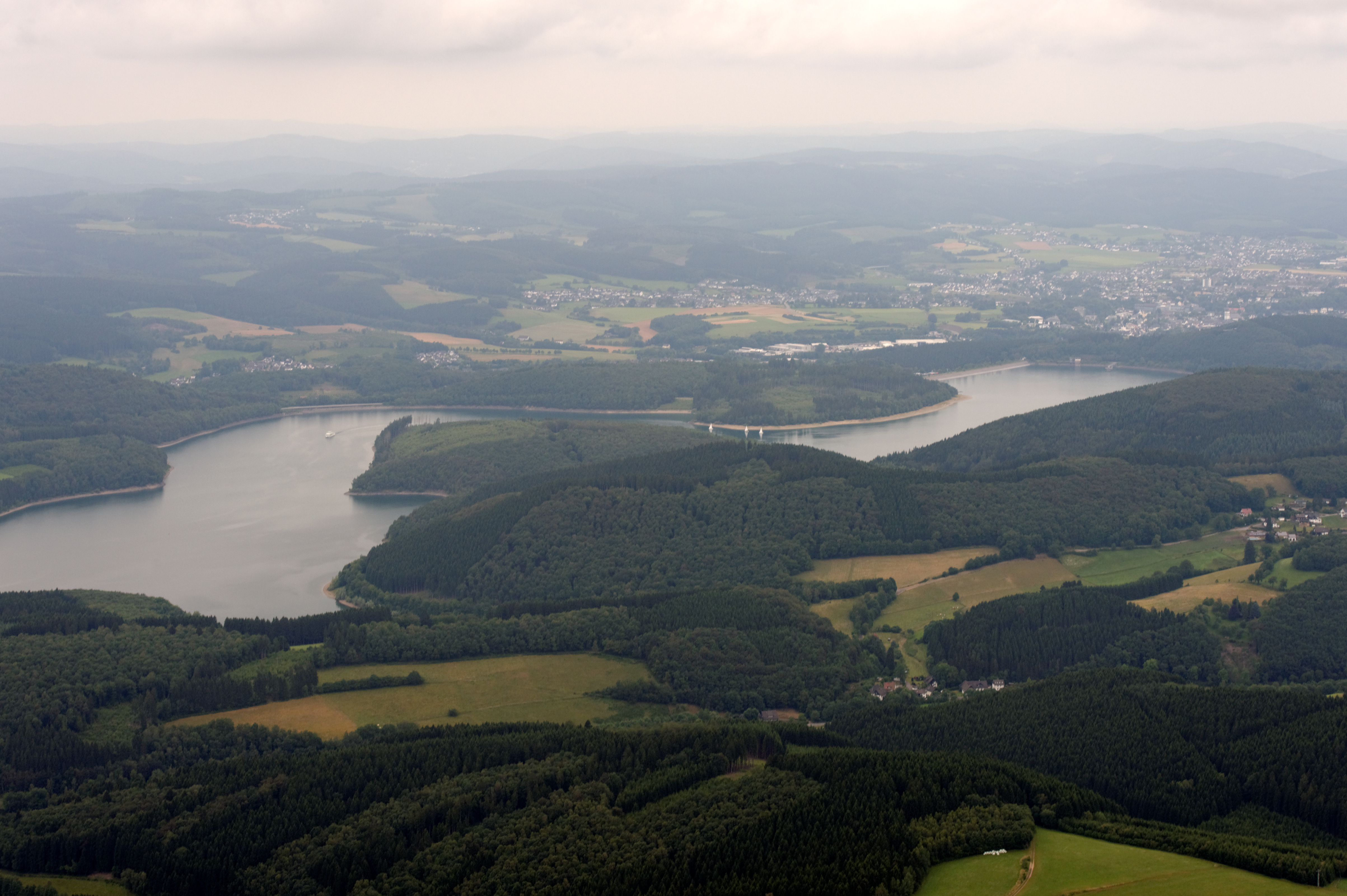
Biggetalsperre
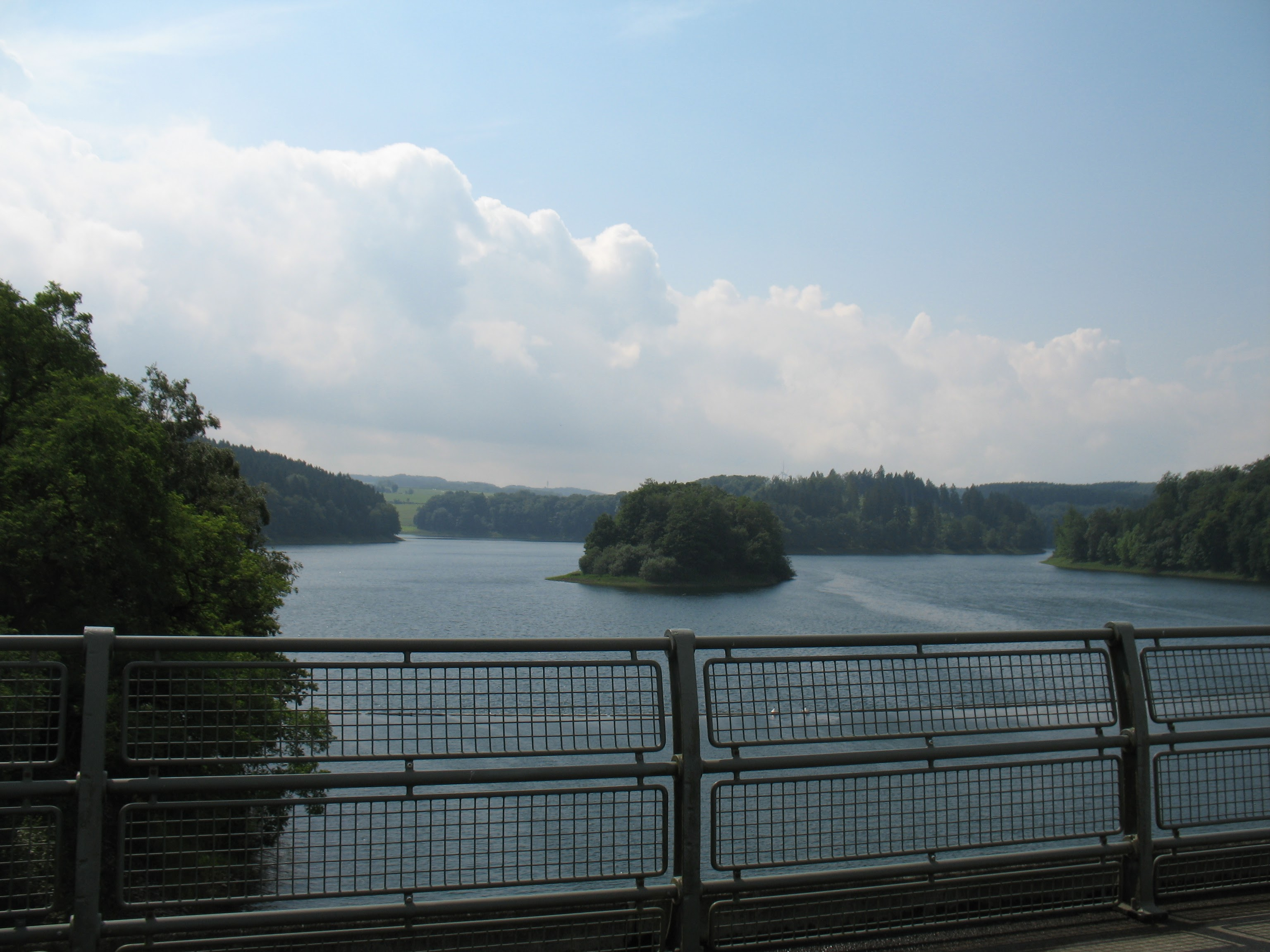
Ennepetalsperre
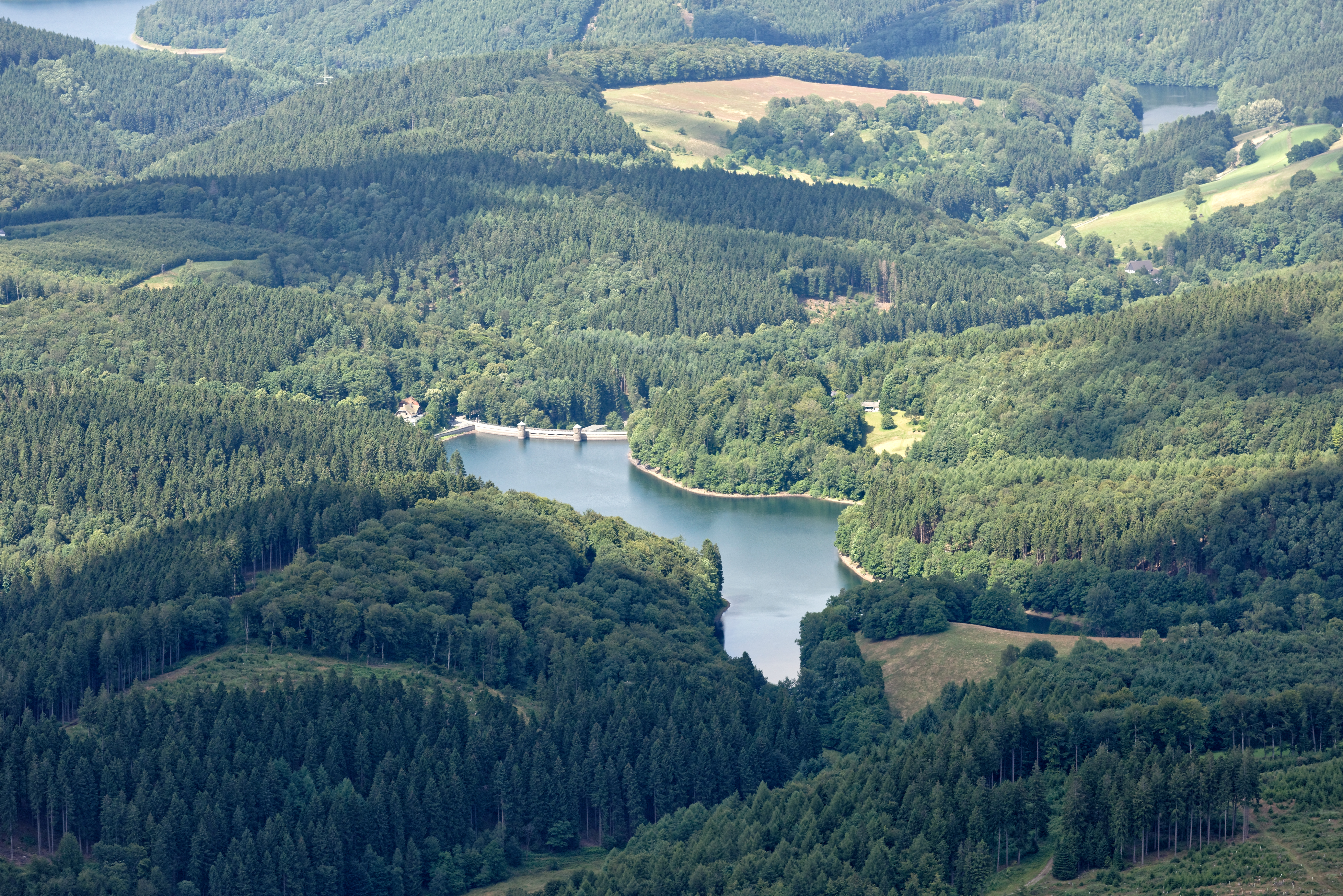
Fürwiggetalsperre
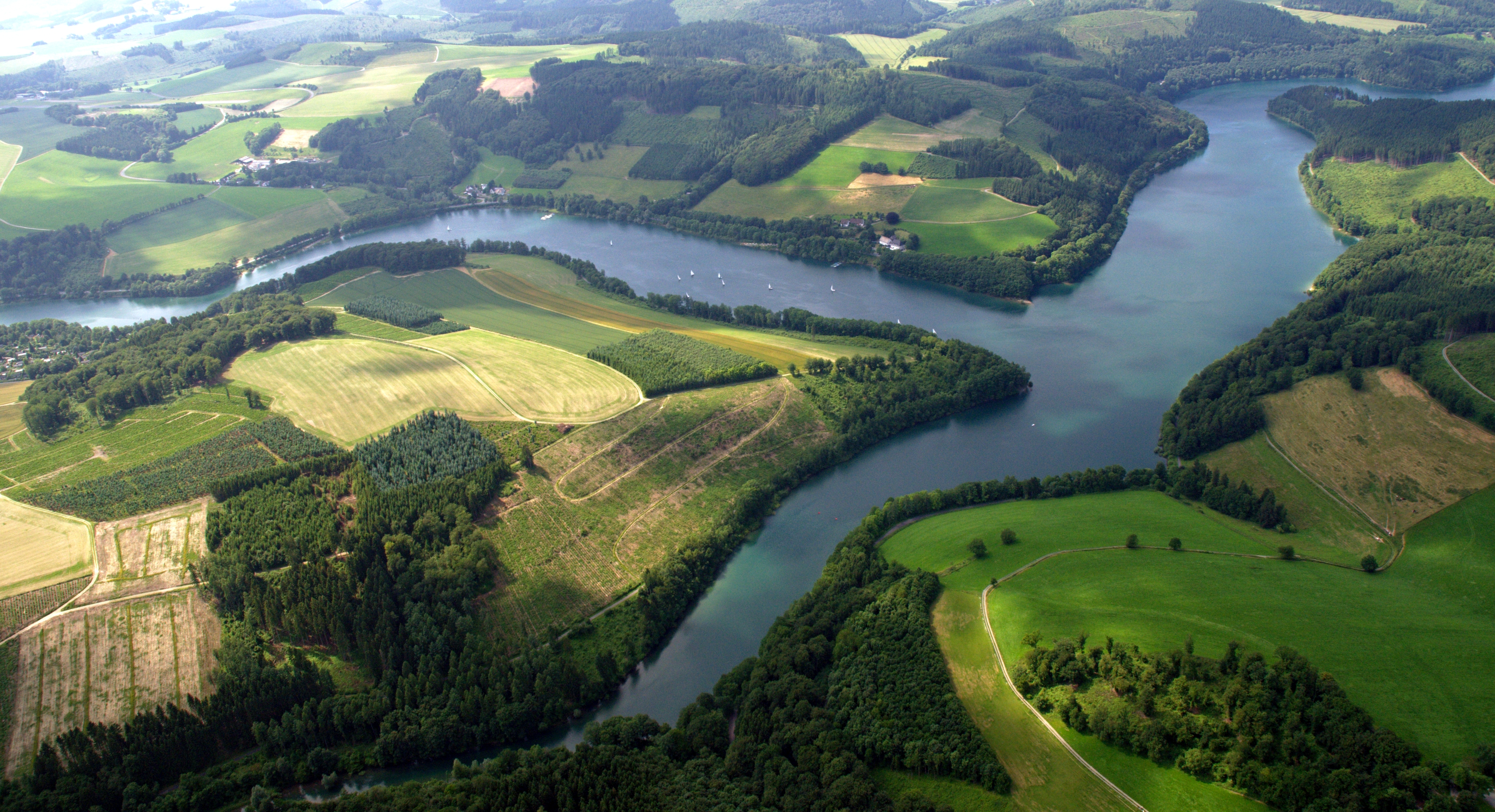
Hennetalsperre
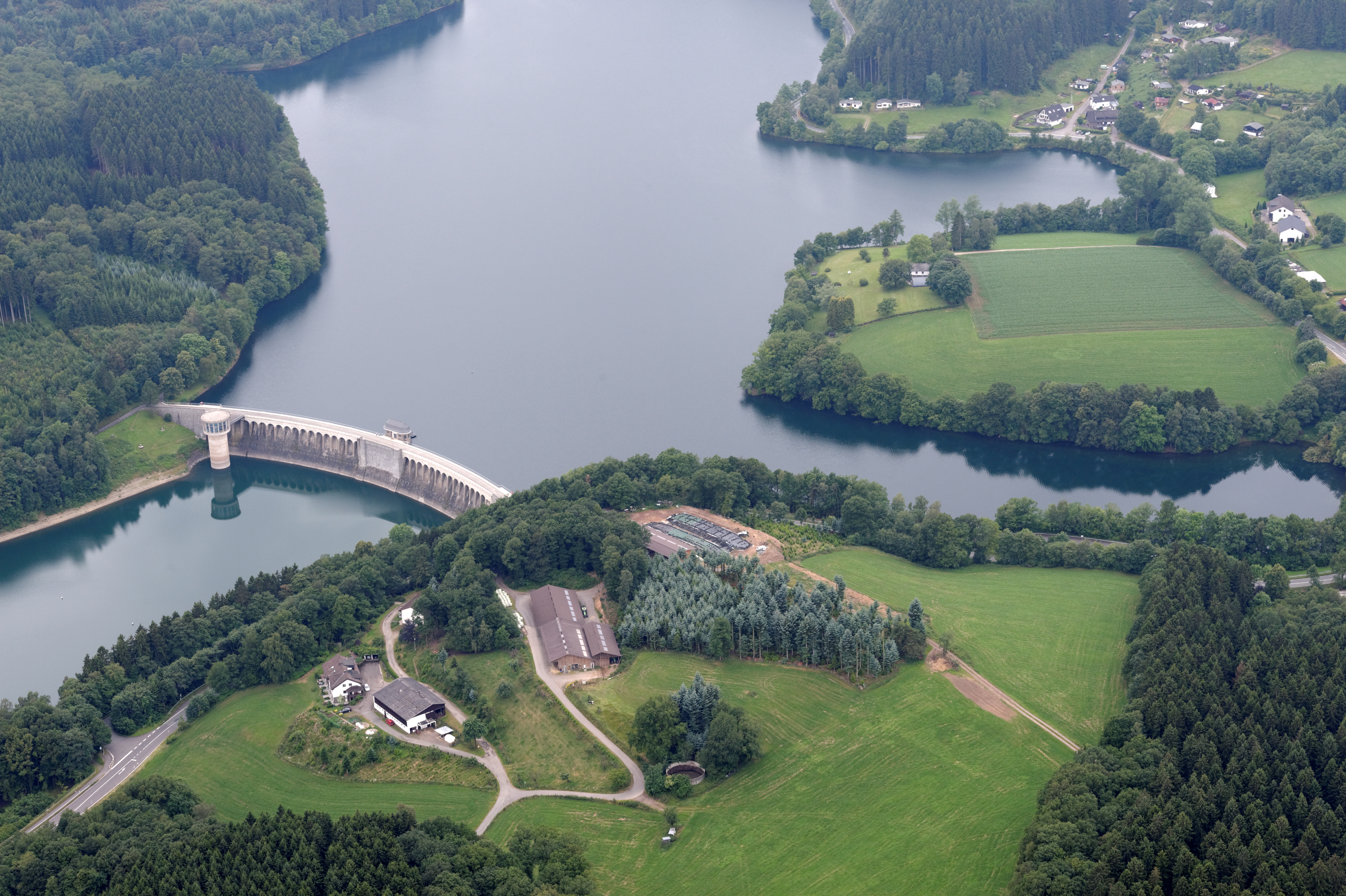
Listertalsperre
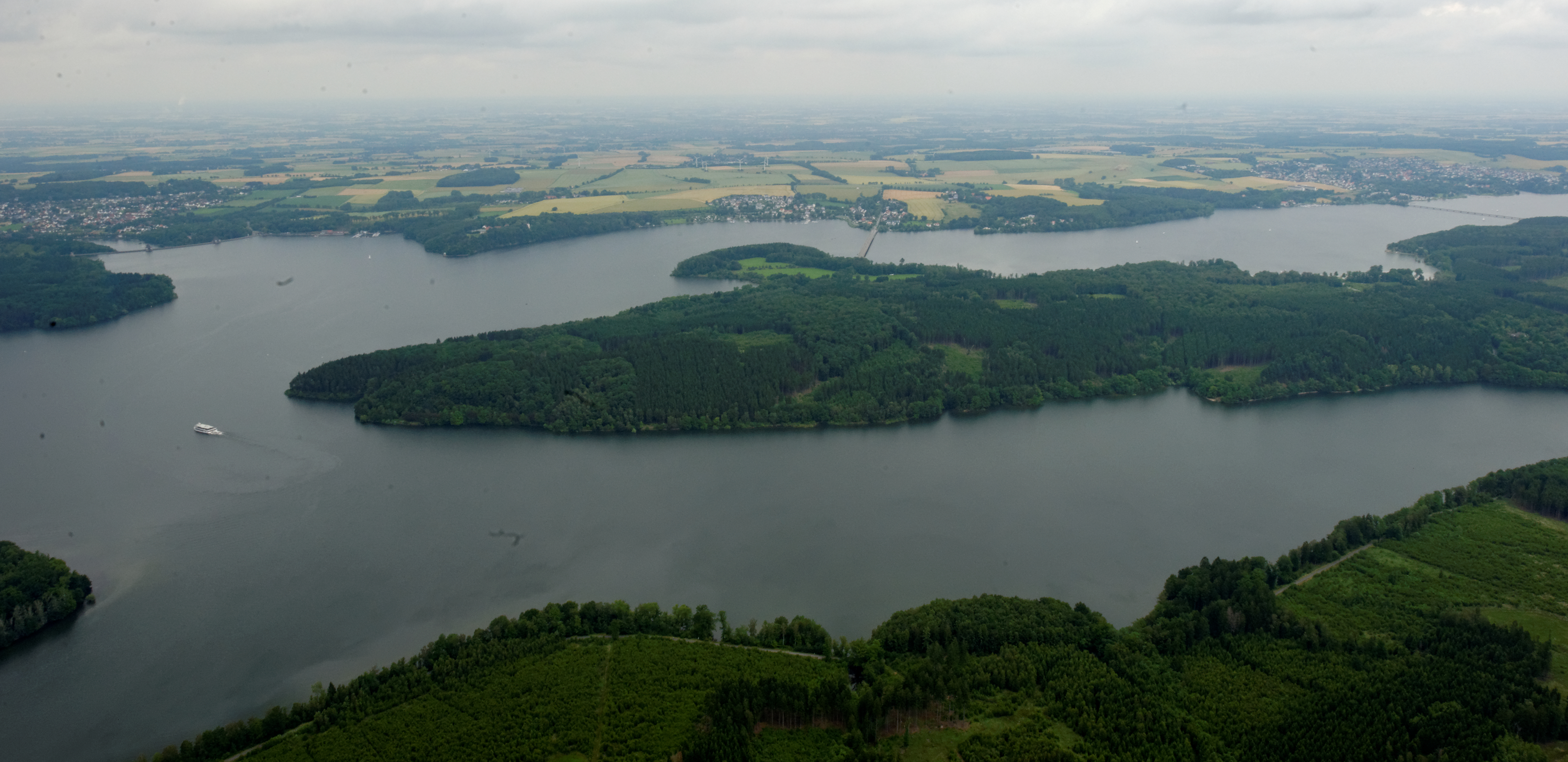
Möhnetalsperre
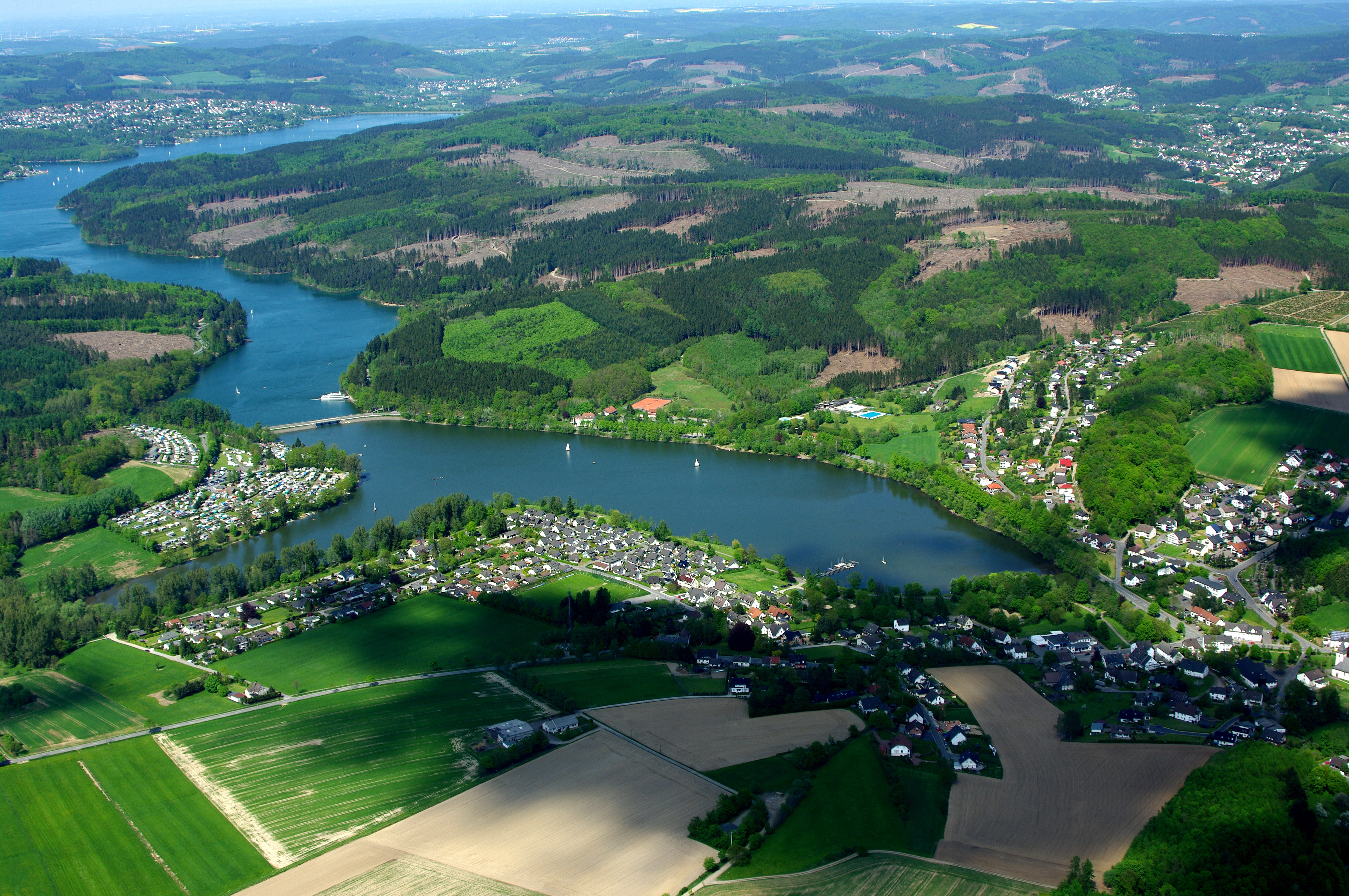
Sorpetalsperre
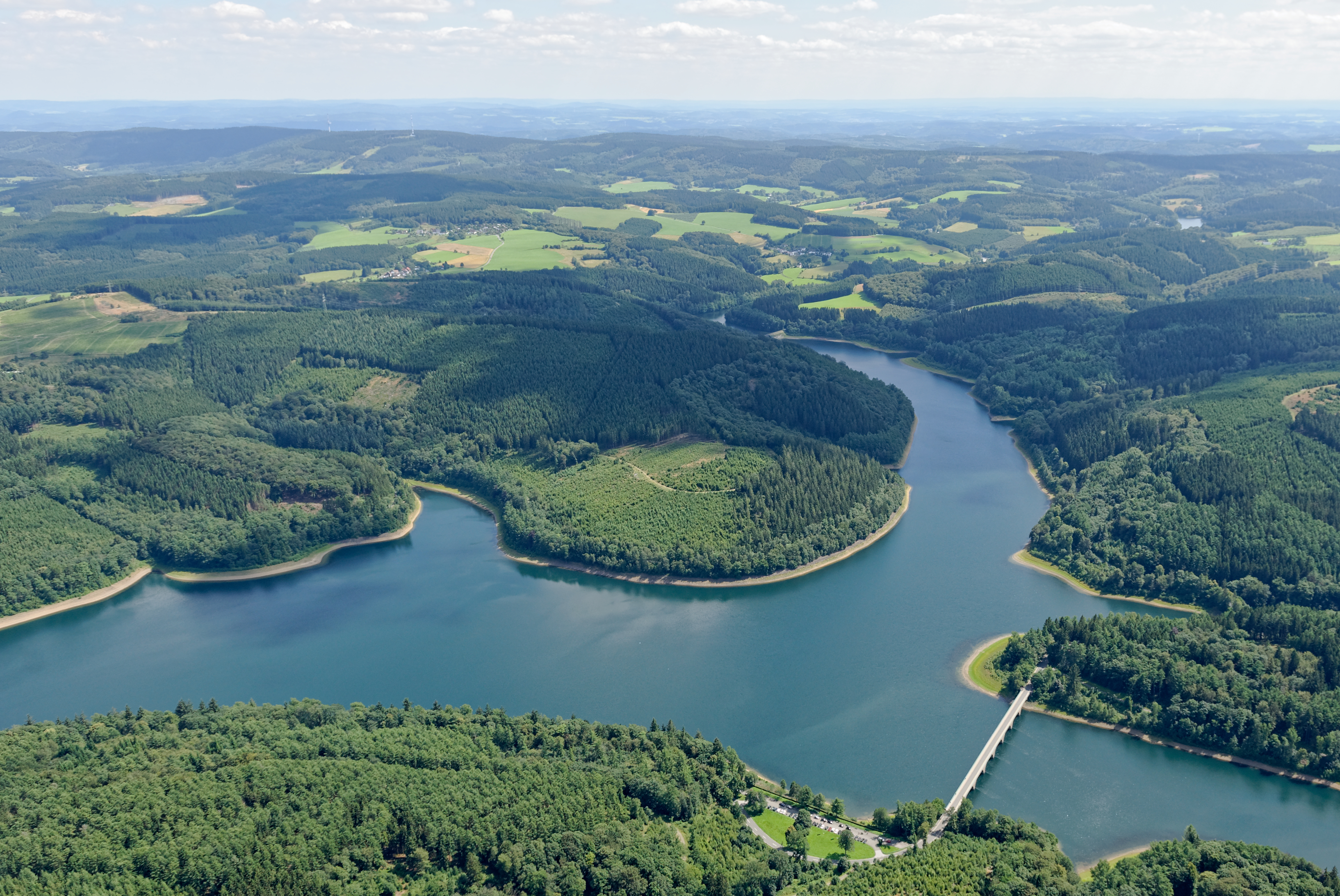
Versetalsperre